# Limuzyna Daimler-Benz
Limuzyna Daimler-Benz – polsko-niemiecki film z 1981 roku w reżyserii Filipa Bajona.

## Fabuła
Dwaj bracia, Andrzej i Michał, kradną limuzynę zaparkowaną przed niemieckim konsulatem. Zatrzymani przez policję, zostają wyrzuceni z gimnazjum, do którego uczęszczają. Jednak ambasada niemiecka bagatelizuje sprawę i wkrótce chłopcy wracają do szkoły odmienieni wewnętrznie.

## Obsada aktorska
- Michał Bajor – Michał Hahn
- Piotr Bajor – Andrzej Hahn
- Maja Komorowska – matka Michała i Andrzeja
- Tadeusz Łomnicki – profesor Stefan Hahn, ojciec Michała i Andrzeja
- Janusz Gajos – Kuschmerek
- Wojciech Pszoniak – Bogdański
- Elżbieta Czyżewska – Franciszka Felińska, żona Maksa
- Wiesław Wójcik – Zakapior
- Gustaw Holoubek – Maks Feliński, ojciec chrzestny Michała
- Jerzy Kryszak – Zemanek, nauczyciel biologii
- Andrzej Szalawski – profesor Rogożyn
- Vadim Glowna – von Ziegler, konsul Niemiec w Poznaniu
- Henryk Machalica – dyrektor gimnazjum
- Jacek Strzemżalski – kasjer w domu publicznym
- Ryszard Pietruski – wuj Leon Sobierajski
- Wiesław Komasa – poeta z Cyganerii Felińskiego